# 機械工学
機械工学（きかいこうがく、英語: mechanical engineering）とは、機械あるいは機械要素の設計、製作などから、機械の使用方法、運用などまでの全ての事項を対象とする工学の一分野である。
具体的には、熱力学、機械力学、流体力学、材料力学の四力学を基礎とした機械の設計や製作のための技術を学ぶほか、より広義には、機構学、制御工学、経営工学、材料工学（金属工学）、そして近年のコンピュータ化に対応したハードウェア及びソフトウェア技術全般を研究対象としている。
もの作りの基礎分野として非常に重要であるため、機械工学を学んだ人材には常に一定の需要がある。

## 研究対象と分野
- 航空機--航空工学
- 自動車--自動車工学
- 船舶--船舶工学
- メカトロニクス--ロボット--ロボット工学
- ロケット、人工衛星--宇宙工学
- 鉄道
- 医療機器

## 製造業における機械工学分野のリスト
- 機構学
- 機械要素
- 機械材料
  - 金属・合金：鉄合金や非鉄金属も含む
  - 合成樹脂
  - その他の機械材料
- 材料力学
  - 塑性力学[8][9][10][11]
  - 弾性力学[10][11][12][13]
- 金属加工・機械加工
  - 機械工作法
  - 塑性加工
  - 切削加工
  - 加工に伴う処理（熱処理・表面処理・塗装）
  - 工作機械：CAMやNCプログラミングも扱う
- 設計工学[14][15][16][17]
  - 機械設計法
  - 機械設計製図[18][19]
  - 機械系CAD
- 熱力学
  - 熱機関
  - 伝熱工学
  - 冷凍工学
    - 冷蔵機・冷凍機

  - 空気調和工学
    - 空気調和設備
- 流体力学、水力学
- 生産工学：工場の自動化、組立機械・実装機械などを扱う[20][21]
- 機械力学：運動学や振動工学を含む
- その他の工学分野（計測工学・制御工学・経営工学・生体工学）